# Barnard 68
Barnard 68 est un nuage moléculaire situé à environ 500 années-lumière de la Terre dans la constellation d'Ophiuchus. L'objet céleste a été ajouté par Edward Emerson Barnard à son catalogue de nébuleuses obscures en 1919. Il est considéré de nos jours comme étant un globule de Bok. D'une masse environ deux fois celle du Soleil, le nuage fait environ une demi-année-lumière d'envergure pour une température moyenne d'environ 16 kelvins.
On estime que le nuage pourrait s'effondrer gravitationnellement au cours des 200 000 prochaines années, pour éventuellement former une étoile,.

## Observations

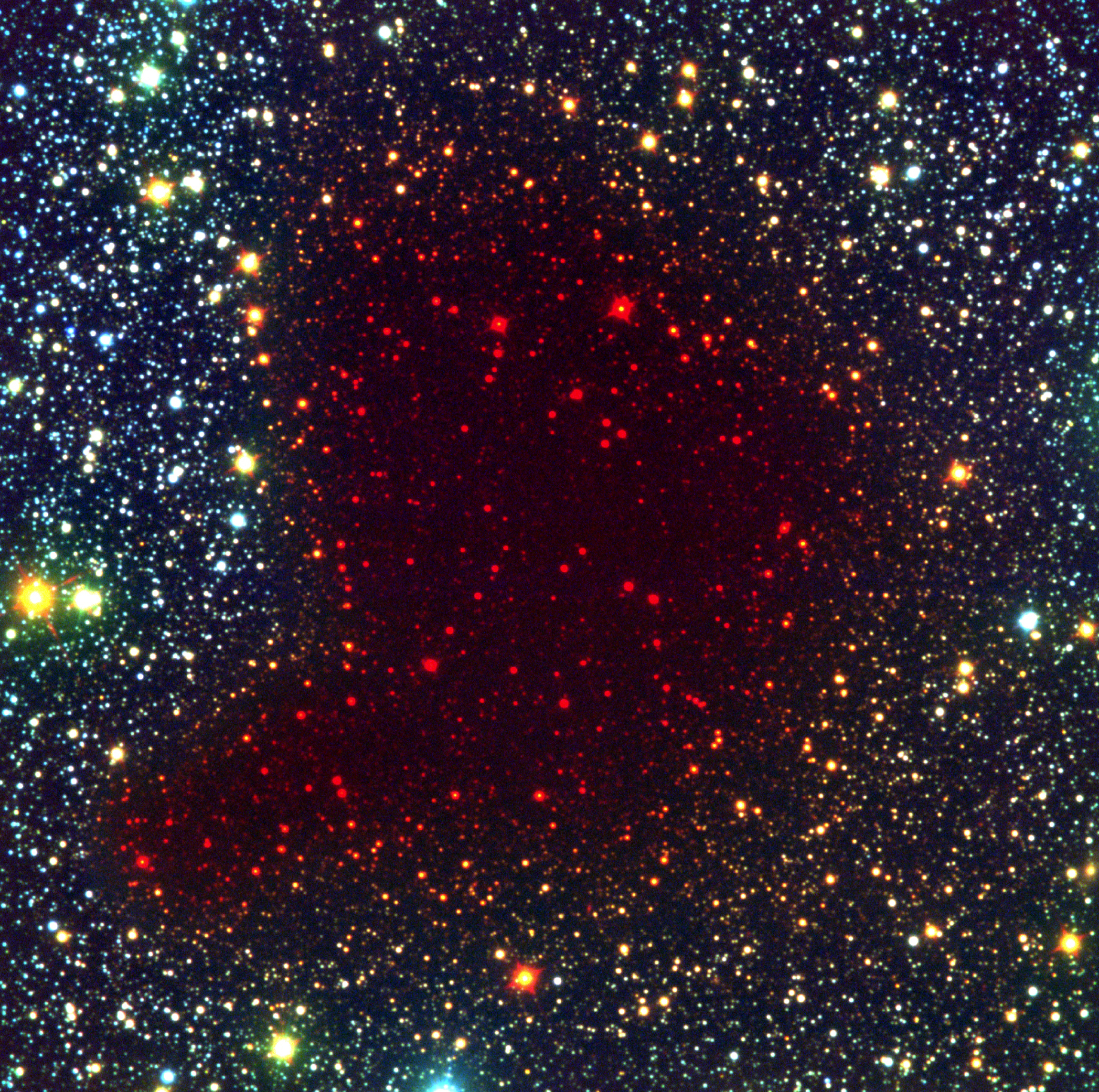
Image présentant en fausses couleurs Barnard 68 selon plusieurs longueurs d'onde en visible et infrarouge.

Des observations réalisées au Very Large Telescope ont révélé que le nuage bloque la lumière visible d'environ 3 700 étoiles, dont environ un millier sont visibles en infrarouge. D'autres observations ont permis de mesurer avec une certaine précision la répartition de la poussière à l'intérieur de la nébuleuse,,.